# استیو ریویس
استیو ریویس (به انگلیسی: Steve Reevis) (زاده ۱۴ اوت ۱۹۶۲) بازیگر آمریکایی است.
از فیلم‌های معروف او می‌توان به بازی در فیلم جرونیمو: یک افسانه آمریکایی و جاده به پالوما اشاره کرد.